# 델라코테 극장

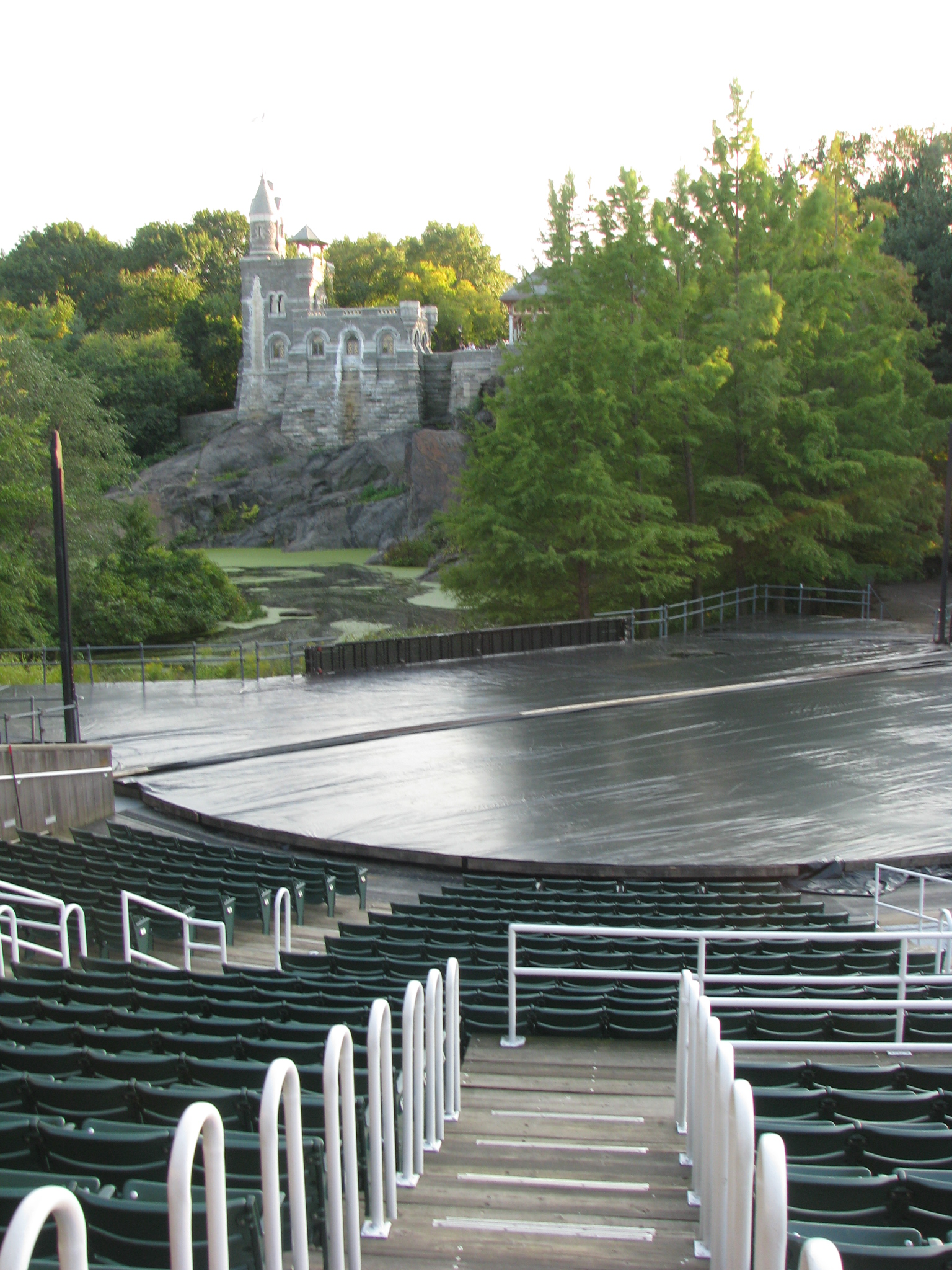
델라코테 극장

델라코테 극장(Delacorte Theater)은 뉴욕 센트럴 파크에 위치한 극장이다. 1962년 지어졌으며, 극장 옆에는 로미오와 줄리엣, 템페스트의 조각상이 있다.